# Snědovice
Snědovice (deutsch Schnedowitz) ist eine Gemeinde in Tschechien. Sie liegt 13 Kilometer nordöstlich von Roudnice nad Labem am Rande der Daubaer Schweiz und gehört zum Okres Litoměřice.

## Geographie
Das Dorf befindet sich im Tal der Obrtka. Im Nordosten erhebt sich der 340 m hohe Písky (Sandberg).
Nachbarorte sind Střížovice und Velký Hubenov im Norden, Sukorady im Nordosten, Lomy und Újezd im Osten, Veselí und Chcebuz im Südosten, Křešov und Radouň im Süden, Čakovice, Velešice und Hoštka im Südwesten, Malešov im Westen sowie Drahobuz und Vědlice im Nordwesten.

## Geschichte
Erstmals urkundlich erwähnt wurde Snědovice im Jahre 1350, Besitzer war Pavel von Čakovice, welcher sich später von Snědovice nannte. Während seiner Herrschaft entstand wahrscheinlich auch die Veste Snědovice. Ab 1470 war Johann Vlk von Quitkau Herr auf Čakovice und Snědovice. Die Familie Vlk von Kvitkov hatte die Herrschaft bis ins 17. Jahrhundert besessen und die Feste zum Renaissanceschloss umbauen lassen. 1608 vermachte Johann Albrecht Vlk einen Teil an Abraham von Salhausen. Wegen seiner Beteiligung am Ständeaufstand verlor Johann Albrecht sämtliche Mannslehen und wanderte mit seinem Sohn Johann Nikolaus nach Schlesien aus. Seine Güter übertrug er an seine Schwager Johann Wilhelm und Wolf Bernhard von Gersdorff. 1677 erwarb Johann Balthasar Clary von Spärbersbach die gesamte Herrschaft Schnedowitz. Clary war zwischen 1681 und 1712 Kreishauptmann des Leitmeritzer Kreises und wurde 1694 in den Grafenstand erhoben.
Nach seinem Tode erbte 1712 dessen Sohn Johann Wratislaw Desiderius Clary von Spärbersbach die Herrschaft. Wegen seiner Brutalität brachte dieser seine Untertanen gegen sich auf und die Schlossdiener schmiedeten ein Mordkomplott. Als am 17. Jänner 1720 Graf Clary von Prag nach Schnedowitz zurückkehrte, wurde er im Wald südlich von Chcebuz Opfer eines Raubmordes. Der ihn begleitende junge Graf Kokořovec wurde lediglich davon gejagt. Am 14. Juni desselben Jahres wurden in Prag gegen 18 der Verschwörer harte Strafen ausgesprochen und acht von ihnen ans Rad geflochten. Lediglich dem Schlosskoch als Anführer war noch die Flucht nach Sachsen gelungen. Am Schauplatz des Verbrechen im Borawald (Borový les) östlich von Stračí wurde die Grafenkapelle (Hraběcí kaple) errichtet.
Durch Heirat mit Marie Eleonora Clary erwarb dann Johann Wenzel von Oppersdorf die Herrschaft. 1784 erfolgte der Verkauf an Prokop Hartmann von Klarstein auf Sukorad, der 1802 Schnedowitz und Sukorad an Jakob Veith auf Liboch veräußerte. Nach der Aufhebung der Patrimonialherrschaften wurde Schnedowitz 1848 zur selbstständigen Gemeinde. Haupterwerbszweig der Bewohner bildete die Landwirtschaft, hierbei waren neben dem Hopfen- und Obstbau auch die Vieh- und die Bienenzucht bedeutsam.
Das Schloss kaufte 1850 August Müller vom überschuldeten Veith. Familie Müller hielt die Güter bis in die 1930er Jahre. Ihr folgte Gabriele Baronin Neubauer, die 1945 enteignet wurde. Heute wird das Schloss als Sozialfürsorgeanstalt genutzt. In Snědovice befinden sich ein Sägewerk und eine Wassermühle.

## Gemeindegliederung
Die Gemeinde Snědovice besteht aus den Ortsteilen Bylochov (Wallach), Křešov (Kreschow), Mošnice (Moschnitz), Snědovice (Schnedowitz), Strachaly (Strachel), Střížovice (Strizowitz), Sukorady (Sukorad) und Velký Hubenov (Groß Hubina), die zugleich auch Katastralbezirke bilden. Grundsiedlungseinheiten sind Bylochov, Křešov, Lomy (Lummel), Mošnice, Snědovice, Strachaly, Střížovice, Sukorady und Velký Hubenov. Zu Snědovice gehört außerdem die Ansiedlung Nová Ves (Neudörfel).

## Sehenswürdigkeiten
- Schloss Snědovice, errichtet Ende des 17. Jahrhunderts und in der ersten Hälfte des 19. Jahrhunderts im klassizistischen Stil umgebaut, 1970 bis 1976 rekonstruiert
- Marienkapelle aus dem Jahre 1856
- Schloss Sukorady, erbaut um 1700
- Renaissance-Mühle mit in tschechischer Schrift gehaltenem metrigen Gedenkstein für die Erbauer Waclaw z Quitkowa, Mandalena z Hrussova 1555 mit deren Wappen